# Le nuove avventure di Robin Hood
Le nuove avventure di Robin Hood, o anche Robin Hood, (The New Adventures of Robin Hood) è una serie televisiva statunitense e francese trasmessa per la prima volta dal 1997 al 1999. Racconta le gesta in salsa fantasy dell'eroe Robin Hood. La serie si presenta nelle vicende sulla falsariga delle serie Hercules e Xena - Principessa guerriera, contemporanei nella messa in onda. Una spiccata tendenza a far assumere a personaggi femminili ruoli mascolini unisce difatti tutte e tre le serie. 
Nella terza stagione il ruolo da protagonista dell'attore Matthew Porretta fu sostituito dal collega John Bradley.
Matthew Porretta ha interpretato il ruolo di Will (Will "Scarlett" O'Hara nella versione originale, Will "Rossella" O'Hara nell'adattamento italiano) in Robin Hood - Un uomo in calzamaglia, parodia cinematografica dell'eroe di Sherwood diretta da Mel Brooks.

## Personaggi ed interpreti
- Robin Hood (27 episodi, 1996-1998), interpretato da Matthew Porretta
- Robin Hood (26 episodi, 1998-1999), interpretato da John Bradley
- Lady Marion Fitzwalter (13 episodi, 1997), interpretata Anna Galvin
- Lady Marion Fitzwalter (39 episodi, 1997-1999), interpretato da Barbara Griffin
- Little John (52 episodi, 1997-1999), interpretato da Richard Ashton
- Fra Tuck (39 episodi, 1997-1999), interpretato da Martyn Ellis
- Maglin (13 episodi, 1999), interpretato da Phill Curr
- Bar Fighter (8 episodi, 1997-1998), interpretato da Dan Speaker
- Tax Collector (7 episodi, 1997-1998), interpretato da Maxwell Meltzer
- Olwyn (6 episodi, 1997-1998), interpretato da Christopher Lee